# Bruce C. Murray
Bruce Churchill Murray (New York, 30 novembre 1931 – Oceanside, 29 agosto 2013) è stato un geologo statunitense, ricercatore in esogeologia e scienze dello spazio.

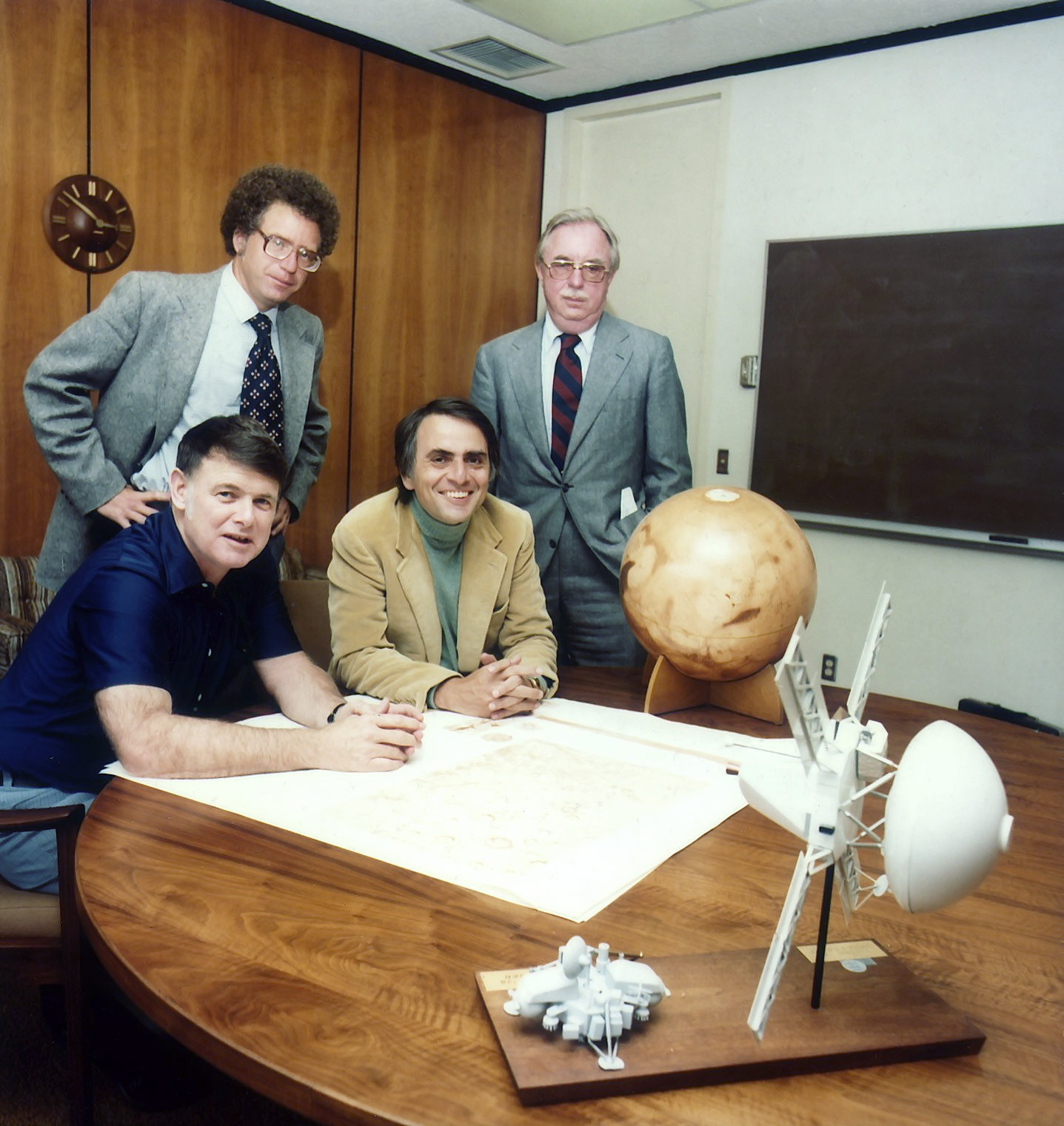
Seduto a sinistra con altri fondatori e appassionati della Planetary Society negli anni '70.

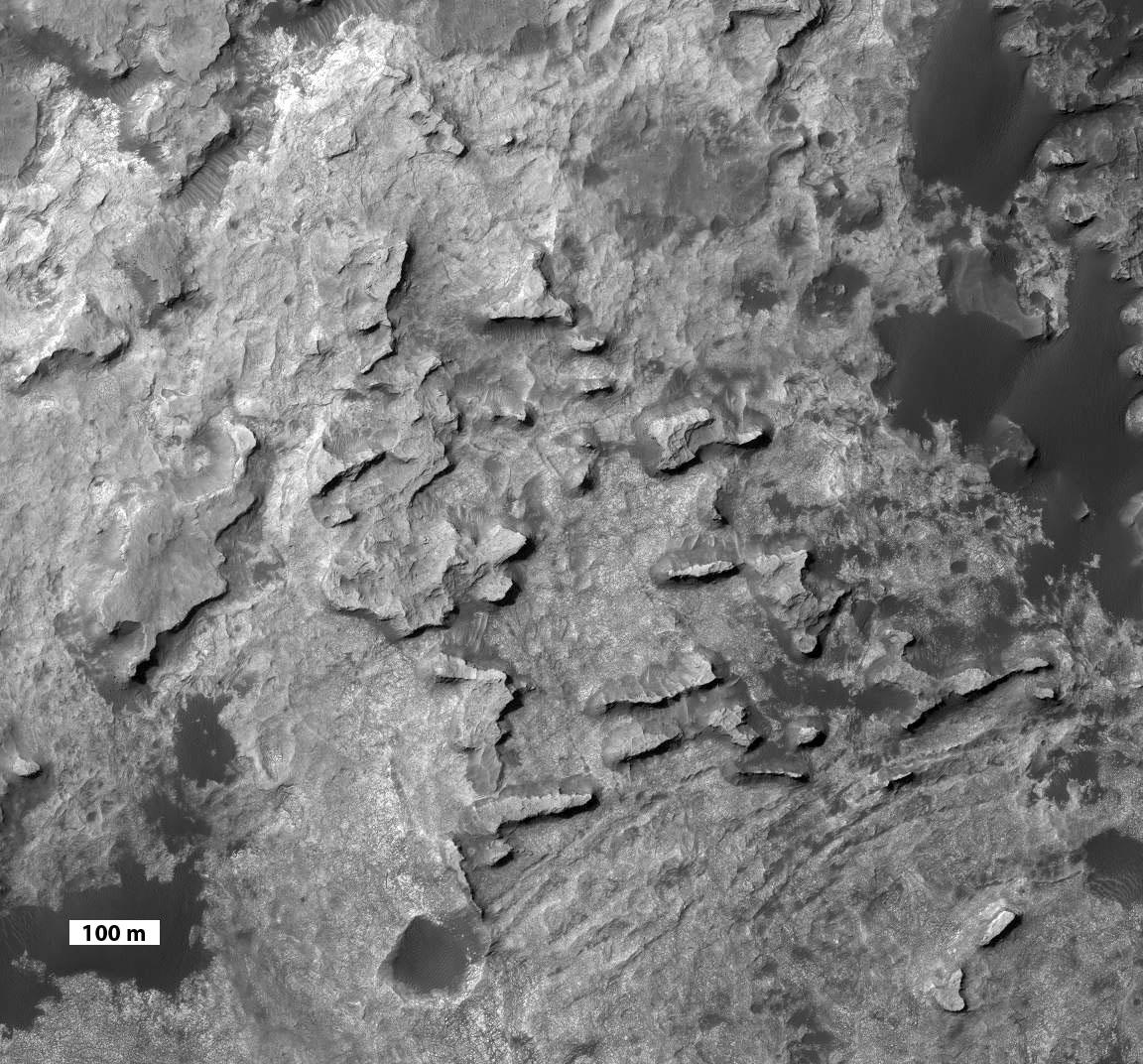
"Murray Buttes" su Marte - ripide sporgenze che il rover Curiosity ha attraversato nel suo cammino verso l'Aeolis Mons (13 novembre 2013).

È stato direttore del Jet Propulsion Laboratory (JPL) e cofondatore della Planetary Society.

## Biografia
Ottenne il dottorato di ricerca in geologia dal Massachusetts Institute of Technology (MIT) nel 1955 e venne assunto dalla Standard Oil of California come geologo. Prestò servizio nell'aeronautica degli Stati Uniti come geofisico e nel servizio civile statunitense prima di entrare a far parte del California Institute of Technology (Caltech) nel 1960.
Al Caltech, divenne professore associato nel 1963, professore ordinario nel 1969 e professore emerito nel 2001. In seguito sarebbe diventato professore emerito di scienze planetarie e geologia.
Murray iniziò a lavorare al Jet Propulsion Laboratory (gestito da/affiliato con Caltech) nel 1960, e ne fu direttore dal 1º aprile 1976 al 30 giugno 1982. Ebbe un importante ruolo nel promuovere il reclutamento e l'assunzione di ingegneri donne presso il laboratorio, dove oggi sono impiegate più donne di qualsiasi altra struttura della NASA. Murray divenne il direttore del JPL in un momento in cui i finanziamenti per l'esplorazione spaziale si stavano riducendo; tra gli altri risultati, salvò la missione Galileo su Giove dall'ascia della riduzione dei finanziamenti. 
Murray elaborò la storia geologica di Marte utilizzando fotografie scattate dal Mariner 4 nel 1965, lavorando con Bob Leighton per portare a termine questo compito. Applicò un'analisi fotografica simile quando fu a capo del progetto Mariner 10. Quando assunse la direzione del JPL, espresse riserve sul programma del lander Viking, sottolineando che gli esperimenti biologici compresi nei programmi del veicolo spaziale non erano sufficienti per raggiungere gli obiettivi dichiarati.
Con Carl Sagan e Louis Friedman, fondò la Planetary Society della quale fu anche presidente per un mandato.
Murray si sposò due volte. Con la sua prima moglie, Joan O'Brien, ebbe tre figli e divorziò nel 1970. Nel 1971, sposò Suzanne Murray, dalla quale ebbe due figli.
Uno dei cugini di Murray è l'ex Presidente della Camera dei rappresentanti degli Stati Uniti Tom Foley.
Murray morì nella sua casa di Oceanside, in California, il 29 agosto 2013, per complicazioni del morbo di Alzheimer, all'età di 81 anni.

## Premi e riconoscimenti
- Nel 1997 gli venne assegnato il Carl Sagan Memorial Award.
- Nel 2004, ricevette il Telluride Tech Festival Award of Technology a Telluride, Colorado.
- L'asteroide 4957 Brucemurray prende il nome da lui e l'asteroide 2392 Jonathan Murray da quello di suo figlio.
- Il 13 novembre 2013, la NASA annunciò i nomi di due importanti zone su Marte, visitate da due rover attivi per l'esplorazione di Marte, in onore di Murray: "Murray Ridge", un cratere sollevato che il rover Opportunity stava esplorando e "Murray Buttes", un ingresso che il rover Curiosity dovette attraversare per raggiungere l'Aeolis Mons.[1]